# Брив-ла-Гайард-Сюд-Эст
Брив-ла-Гайа́рд-Сюд-Эст (фр. Brive-la-Gaillarde-Sud-Est) — кантон во Франции, находится в регионе Лимузен, департамент Коррез. Входит в состав округа Брив-ла-Гайард.
Код INSEE кантона — 1930. Всего в кантон Брив-ла-Гайард-Сюд-Эст входят две коммуны, из них главной коммуной является Брив-ла-Гайард.

## Коммуны кантона
| Коммуна        | Население, чел. (2007) | Почтовый индекс | Код INSEE |
| -------------- | ---------------------- | --------------- | --------- |
| Брив-ла-Гайард | 10 892                 | 19100           | 19031     |
| Конак          | 2 824                  | 19360           | 19063     |

## Население
Население кантона на 2007 год составляло 13 716 человек.
| 1962 | 1968 | 1975 | 1982 | 1990 | 1999 | 2006   | 2007   |
| ---- | ---- | ---- | ---- | ---- | ---- | ------ | ------ |
| —    | —    | —    | —    | —    | —    | 13 697 | 13 716 |